# Fredrik Virtanen
Karl Fredrik Virtanen, född 15 november 1971 i Motala, är en svensk journalist, kolumnist och programledare. Han var mellan 1994 och 2017 knuten till Aftonbladet, till en början som nöjesskribent, senare som ledarskribent och ansvarig för ledartexter och krönikor.
Under metoo-rörelsen blev han 2017 offentligt anklagad för övergrepp, något som ledde till ett flerårigt avbrott i hans karriär. Virtanen har vid sidan av tidningstexterna skrivit tre böcker och arbetat med intervjuprogram i både radio och TV.

## Biografi

### Bakgrund och privatliv
Virtanen växte upp i en lägre medelklassmiljö i Motala. Hans far (född i Helsingfors 1933) var finländskt flyktingbarn, evakuerad från Helsingfors till Sverige under fortsättningskriget vintern 1941.
Under gymnasietiden på Platengymnasiet deltog Fredrik Virtanen i produktionen av en skoltidning. Detta var skolans första skoltidning efter den som Alexander Bard medproducerade tio år tidigare.
Virtanen är gift och har två barn med Karolina Ramqvist. De är bosatta i Stockholm.

### Tidig karriär och Aftonbladet
Efter att ha gått skrivarlinjen vid Fridhems folkhögskola inledde Virtanen sin journalistiska bana på Östgöta Correspondenten. Det skedde 1991, när nittonåringen fick chansen att recensera lokala rockkonserter i tidningen. Efter vikariat på ÖC fortsatte han till Aftonbladet, där han var verksam 1994–2017 som nöjesskribent och krönikör. Han var tidningens New York-korrespondent i tre års tid och under flera år redaktör för fredagsbilagan Puls. Han medverkade på tidningens ledarsida från september 2011 till oktober 2017.
Under 1990-talet blev Virtanen mer politiskt medveten i sitt skrivande och tänkande. Samtidigt var han en av tidningens mest profilerade skribenter, ofta med hårt vinklade krönikor.
I april 2005 blev han frontfigur för kampanjen Fimpa! i Aftonbladet. Han skrev en blogg varje dag om hur det var att sluta röka inför rökstoppet på krogen som infördes det året; bloggen noterades av Aftonbladet ett tag som "Sveriges största". Han fortsatte skriva fram till maj 2007, men efter Fimpa-kampanjen fick bloggen en tydligare inriktning på nöjesvärlden. Bloggen resulterade även i boken Olyckligt kär i ingen speciell våren 2006.
I maj 2009 utkom boken Kraschad, med finanskrisen runt 2008 som tema.

### Radio, TV och teater
Från slutet av 00-talet började Virtanen höras och synas även i andra medier. Åren 2006–2009 var han värd för den egna pratshowen Studio Virtanen i TV8.
Sommaren 2012 gjorde han under åtta söndagsmorgnar Virtanen med… i Sveriges Radio P4, där han i det två timmar långa programmet och i tur och ordning intervjuade Stefan Löfven, Bodil Malmsten, Tommy Körberg, Ewa Fröling, Beatrice Ask, Annika Östberg, Eva Dahlgren och Morgan Alling. Han har även gjort enstaka program i P4 på fredagar, bland annat tillsammans med Kikki Danielsson.
Under 2016 debuterade Virtanen som dramatiker till monologen Vapenvila. Denna teaterföreställning hade premiär 19 augusti på Teatern under bron.

### Metoo och efterspel
Hösten 2017 uppmärksammades Virtanen i opinionskampanjen #metoo, efter att han anklagats av Cissi Wallin för att ha våldtagit henne 2006. Anklagelserna bidrog till att Virtanen lämnade Aftonbladet efter att först ha tagit timeout och därefter blivit fråntagen uppdraget som kolumnist på Aftonbladets ledarsida.
Anklagelserna mot Virtanen rapporterades och granskades av bland andra SVT:s Uppdrag granskning, Svenska Dagbladet och Expressen. Båda tidningarna fälldes i juni 2018 i Pressens Opinionsnämnd för publiceringar kring händelsen. Virtanen anmälde i januari 2018 Cissi Wallin för grovt förtal. Wallin fälldes i både tingsrätt och hovrätt för förtal.
År 2019 gav Virtanen ut boken Utan nåd på det norska förlaget Gloria Forlag. Boken är en uppgörelse med ett destruktivt liv men skildrar också konsekvenserna av de anklagelser som framkom under metoo. Han är i boken mycket kritisk till hur media hanterade händelsen.

### Senare år
Sedan hösten 2022 är Virtanen kolumnist i Vestmanlands Läns Tidning. Detta är hans första återkommande uppdrag sedan hösten 2017. Våren 2023 blev han även återkommande krönikör i webbaserade Magasinet Konkret, då nystartad systertidning till Opulens.